# Одиночка (шаблон проектирования)
Одиночка (англ. Singleton) — порождающий шаблон проектирования, гарантирующий, что в приложении будет единственный экземпляр некоторого класса, и предоставляющий глобальную точку доступа к этому экземпляру.

## Цель
У класса есть только один экземпляр, и он предоставляет к нему глобальную точку доступа. При попытке создания данного объекта он создаётся только в том случае, если ещё не существует, в противном случае возвращается ссылка на уже существующий экземпляр и нового выделения памяти не происходит. Существенно то, что можно пользоваться именно экземпляром класса, так как при этом во многих случаях становится доступной более широкая функциональность. Например, к описанным компонентам класса можно обращаться через интерфейс, если такая возможность поддерживается языком.
Глобальный «одинокий» объект — именно объект (log().put("Test");), а не набор процедур, не привязанных ни к какому объекту (logPut("Test");) — бывает нужен, если:
- Используется существующая объектно-ориентированная библиотека и ей нужен объект, унаследованный от определённого класса/интерфейса.
- Есть шансы, что один объект когда-нибудь превратится в несколько[1].
- Дополнительные факторы, исполнимые в обеих концепциях, но хорошо сочетающиеся с методикой ООП:
  - Интерфейс объекта (например, игрового мира) слишком сложен, и объект/префикс log служит для организации API.
  - В зависимости от каких-нибудь условий и настроек, создаётся один из нескольких объектов. Например, в зависимости от того, ведётся лог или нет, создаётся настоящий объект, пишущий в файл, или «заглушка», ничего не делающая.
  - Создание объекта занимает время, и для красоты объект можно создавать, когда на экране уже что-то видно.

Такие объекты можно создавать и при инициализации программы. Это может приводить к следующим трудностям:
- Если объект нужен уже при инициализации, он может быть затребован раньше, чем будет создан.
- Бывает, что объект нужен не всегда. В таком случае его создание можно пропустить. Особенно это важно, если одиночек (например, диалоговых окон) много — тогда пользователь быстро получит интерфейс, а окна будут создаваться по одному, не мешая работе пользователя.
- Защита от дурака — чтобы программист, плохо знакомый с API, не создавал второй экземпляр[2].

Одиночка может принадлежать и не глобальному пространству имён, а какому-то объекту — например, главной форме Qt.

## Плюсы
- Наведение порядка в глобальном пространстве имён.
- Ускорение начального запуска программы, если есть множество одиночек, которые не нужны для запуска. Особенно удачно выходит, если создание всех «одиночек» даёт ощутимую задержку, а создание каждого отдельного — практически незаметно.
  - Ускоряется и неуправляемая инициализация программы (до тела): будут запущены только те модули, которые действительно там нужны. А когда тело получит управление, можно хотя бы нарисовать заставку.
- Упрощение кода инициализации — система автоматически неявно отделит нужные компоненты от ненужных и проведёт топологическую сортировку.
- Можно сделать, чтобы программисту было недоступно создание второго такого объекта, и он вынужден был обыскивать API на предмет доступа к одиночке[2].
- Одиночку можно в дальнейшем превратить в шаблон-стратегию или несколько таких объектов[1].
  - Пример шаблона-стратегии: запись журнала действий в файл или в никуда.
  - Пример нескольких объектов: размножив классы Player и Renderer, можно сделать игру вдвоём на одной машине.
- Проще в реализации, чем паттерн «внедрение зависимости» — последний требует, чтобы ссылка на объект расползлась по немалой части программы, в том числе по высокоуровневым объектам, которым надо просто взять ссылку и передать по цепочке[2].

## Минусы
- Усложняется контроль за межпоточными гонками и задержками.
  - Многопоточного «одиночку» сложно писать «из головы»[1][3][2]: доступ к давно построенному одиночке в идеале не должен открывать мьютекс. Лучше проверенные решения. Как пример см. преамбулу к статье Модель памяти Java.
  - Конфликт двух потоков за недостроенного одиночку приведёт к задержке.
  - Если объект создаётся долго, задержка может мешать пользователю или ещё как-то нарушать реальное время. В таком случае его создание лучше перенести в старт программы.
  - Если программа стартует долго, сложнее становится сделать строку прогресса.
- Сам факт, что две далёкие друг от друга функции неявно полагаются на одного одиночку, может оказаться плохой архитектурой[3].
- Требуются особые функции для модульного тестирования, чтобы физически изолировать тесты[4] — например, сделать менеджер одиночек не единственным[4]. Впрочем, одиночками часто являются модули общения с аппаратурой, объектами ОС[1], программным окружением и пользователем, которые модульному тестированию поддаются плохо.
- Требуется особая тактика тестирования готовой программы, ведь пропадает даже понятие «простейшая запускаемость» — запускаемость зависит от конфигурации.
- Маленький объект без данных — чистый шаблон-стратегию или null object — обычно держат в сегменте данных, а не в динамической памяти, и превращают в одиночку в особых случаях.
- Сами по себе одиночки никак не заведуют порядком выгрузки[2]. Возможна даже ситуация «сборщик мусора уничтожил одиночку, клиент создал нового»[1]. Некоторые языки (Паскаль) гарантируют порядок уничтожения модулей, а если нет — можно его обеспечить сторонними средствами, или при выходе явно прекратить всю подозрительную деятельность.
- Компоненты не должны иметь неявных связей между собой, иначе небольшое изменение — в программном коде, файле настроек, сценарии пользования — может спутать порядок и вызвать трудноуловимую ошибку. Пример: одиночка А использует COM, но полагается на CoInitialize, вызванный одиночкой Б, и без него работать не может. Решение: сделать одиночку CoInit, который явно используется и А, и Б.
  - Одиночки требуют особого внимания, если один из компонентов заведомо ненадёжен, аналога нет или трудоёмок, и для адекватной работы нужны особые условия («разглючки»): библиотека, которая иногда портит память; сеть, которая разрывает соединение, если слишком долго ждать; типографский движок, способный загрузить шрифты в одном порядке и не способный наоборот… Тогда, в зависимости от порядка инициализации, компонент может сработать адекватно или нет.

## Применение
- должен быть ровно один экземпляр некоторого класса, легко доступный всем клиентам;
- единственный экземпляр должен расширяться путём порождения подклассов, и клиентам нужно иметь возможность работать с расширенным экземпляром без модификации своего кода.

## Возможные замены
- Просто создать объект при запуске[3]. Если объект гарантированно нужен всегда, можно и не делать его одиночкой.
- Внедрение зависимости — создать объект, а потом как-то передать его всем, кто им пользуется[3][5].

## Примеры использования
- Ведение отладочного файла для приложения.
- В любом приложении для iOS существует класс AppDelegate, реагирующий на системные события.

## Примеры реализации

### Java 1.6
```
public
 
class
 
Singleton
 
{

  
private
 
static
 
Singleton
 
instance
;

  
private
 
Singleton
 
()
 
{};

  
public
 
static
 
Singleton
 
getInstance
()
 
{

    
if
 
(
instance
 
==
 
null
)
 
{

      
instance
 
=
 
new
 
Singleton
();

    
}

    
return
 
instance
;

  
}

}

```

### Java
Этот вариант блокирует метод getInstance() только на момент создания экземпляра. Дальнейшие обращения к методу не будут его блокировать за счет двойной проверки. Volatile не позволяет конкурентным потокам видеть промежуточное значение instance, что позволяет избежать ошибок при возвращении результата.
```
public
 
class
 
Singleton
 
{

    
private
 
volatile
 
Singleton
 
instance
;

    
private
 
Singleton
()
 
{}

    
public
 
Singleton
 
getInstance
()
 
{

        
if
 
(
instance
 
==
 
null
)
 
{

            
synchronized
 
(
this
)
 
{

                
if
 
(
instance
 
==
 
null
)
 
{

                    
return
 
new
 
Singleton
();

                
}

            
}

        
}

        
return
 
instance
;

    
}

}

```

```
public
 
class
 
Singleton
 
{

  
private
 
static
 
Singleton
 
instance
;

  
static
 
{

    
instance
 
=
 
new
 
Singleton
();

    
// В этом блоке возможна обработка исключений

  
}

  
private
 
Singleton
 
()
 
{}

  
public
 
static
 
Singleton
 
getInstance
()
 
{

    
return
 
instance
;

  
}

}

```

### Java 1.5
```
public
 
class
 
Singleton
 
{
  

   
private
 
Singleton
()
 
{}

   
private
 
static
 
class
 
SingletonHolder
 
{
  

      
public
 
static
 
final
 
Singleton
 
instance
 
=
 
new
 
Singleton
();
  

   
}
  

   

   
public
 
static
 
Singleton
 
getInstance
()
  
{
  

      
return
 
SingletonHolder
.
instance
;
  

   
}
  

}

```

```
public
 
enum
 
SingletonEnum
 
{
  

   
INSTANCE
;

   
public
 
void
 
someMethod
()
 
{
  

      
***

   
}
  

      

   
public
 
void
 
anotherMethod
()
 
{
  

      
***

   
}
  

}

```

### Python
Из PEP 0318 Архивная копия от 3 июня 2020 на Wayback Machine:
```
def
 
singleton
(
cls
):

    
instances
 
=
 
{}

    
def
 
getinstance
():

        
if
 
cls
 
not
 
in
 
instances
:

            
instances
[
cls
]
 
=
 
cls
()

        
return
 
instances
[
cls
]

    
return
 
getinstance

@singleton

class
 
MyClass
:

    
...

```

Из PEP 0318 Архивная копия от 3 июня 2020 на Wayback Machine:
```
class
 
MetaSingleton
(
type
):

    
_instances
 
=
 
{}

    
def
 
__call__
(
cls
,
 
*
args
,
 
**
kwargs
):

        
if
 
cls
 
not
 
in
 
cls
.
_instances
:

            
cls
.
_instances
[
cls
]
 
=
 
super
(
MetaSingleton
,
 
cls
)
.
__call__
(
*
args
,
 
**
kwargs
)

        
return
 
cls
.
_instances
[
cls
]

class
 
MyClass
(
metaclass
=
MetaSingleton
):

    
...

```

### C++
Ниже приведена одна из возможных реализаций паттерна Одиночка на C++ (известная как синглтон Майерса), где одиночка представляет собой статический локальный объект. Важным моментом является то, что конструктор класса объявлен как private, что позволяет предотвратить создание экземпляров класса за пределами его реализации. Помимо этого, закрытыми также объявлены конструктор копирования и оператор присваивания. Последние следует объявлять, но не определять, так как это позволяет в случае их случайного вызова из кода получить легко обнаруживаемую ошибку компоновки. Отметим также, что приведенный пример не является потокобезопасным в C++03, для работы с классом из нескольких потоков нужно защитить переменную theSingleInstance от одновременного доступа, например, с помощью мьютекса или критической секции. Впрочем, в C++11 синглтон Майерса является потокобезопасным и без всяких блокировок.
```
class
 
OnlyOne

{

public
:

        
static
 
OnlyOne
&
 
Instance
()

        
{

                
static
 
OnlyOne
 
theSingleInstance
;

                
return
 
theSingleInstance
;

        
}

private
:
        

        
OnlyOne
(){}

        
OnlyOne
(
const
 
OnlyOne
&
 
root
)
 
=
 
delete
;

        
OnlyOne
&
 
operator
=
(
const
 
OnlyOne
&
)
 
=
 
delete
;

};

```

Ещё один пример реализации одиночки на C++ с возможностью наследования для создания интерфейса, каркасом которого послужит, собственно, одиночка. Временем «жизни» единственного объекта удобно управлять, используя механизм подсчета ссылок.
```
class
 
Singleton

{

protected
:

	
static
 
Singleton
*
 
_self
;

	
Singleton
()
 
{}

	
virtual
 
~
Singleton
()
 
{}

public
:

	
static
 
Singleton
*
 
Instance
()

	
{

		
if
(
!
_self
)

		
{

			
_self
 
=
 
new
 
Singleton
();

		
}

		
return
 
_self
;

	
}

	
static
 
bool
 
DeleteInstance
()

	
{

		
if
(
_self
)

		
{

			
delete
 
_self
;

			
_self
 
=
 
0
;

			
return
 
true
;

		
}

		
return
 
false
;

	
}

};

Singleton
*
 
Singleton
 
::
_self
 
=
 
0
;

```

### C#
Максимально простой способ реализации потокобезопасного и ленивого синглтона, требующего, однако, .NET версии 4 и более.
```
public
 
sealed
 
class
 
Singleton

{

    
private
 
static
 
readonly
 
Lazy
<
Singleton
>
 
instanceHolder
 
=

        
new
 
Lazy
<
Singleton
>
(()
 
=>
 
new
 
Singleton
());

    
private
 
Singleton
()

    
{

        
...

    
}

    
public
 
static
 
Singleton
 
Instance

    
{

        
get
 
{
 
return
 
instanceHolder
.
Value
;
 
}

    
}

}

```

Для отложенной инициализации Singleton'а в C# рекомендуется использовать конструкторы типов (статический конструктор). CLR автоматически вызывает конструктор типа при первом обращении к типу, при этом обеспечивая безопасность в отношении синхронизации потоков. Конструктор типа автоматически генерируется компилятором и в нем происходит инициализация всех полей типа (статических полей). Явно задавать конструктор типа не следует, так как в этом случае он будет вызываться непосредственно перед обращением к типу и JIT-компилятор не сможет применить оптимизацию (например, если первое обращение к Singleton'у происходит в цикле).
```
/// generic Singleton<T> (потокобезопасный с использованием generic-класса и с отложенной инициализацией)

/// <typeparam name="T">Singleton class</typeparam>

public
 
class
 
Singleton
<
T
>
 
where
 
T
 
:
 
class

{

  
/// Защищённый конструктор необходим для того, чтобы предотвратить создание экземпляра класса Singleton. 

  
/// Он будет вызван из закрытого конструктора наследственного класса.

  
protected
 
Singleton
()
 
{
 
}

  
/// Фабрика используется для отложенной инициализации экземпляра класса

  
private
 
sealed
 
class
 
SingletonCreator
<
S
>
 
where
 
S
 
:
 
class

  
{

    
//Используется Reflection для создания экземпляра класса без публичного конструктора

    
private
 
static
 
readonly
 
S
 
instance
 
=
 
(
S
)
 
typeof
(
S
).
GetConstructor
(

                
BindingFlags
.
Instance
 
|
 
BindingFlags
.
NonPublic
,

                
null
,

                
new
 
Type
[
0
],

                
new
 
ParameterModifier
[
0
]).
Invoke
(
null
);

    
public
 
static
 
S
 
CreatorInstance

    
{

      
get
 
{
 
return
 
instance
;
 
}

    
}

  
}

  
public
 
static
 
T
 
Instance

  
{

    
get
 
{
 
return
 
SingletonCreator
<
T
>
.
CreatorInstance
;
 
}

  
}

}

/// Использование Singleton

public
 
class
 
TestClass
 
:
 
Singleton
<
TestClass
>

{

    
/// Вызовет защищённый конструктор класса Singleton

    
private
 
TestClass
()
 
{
 
}

    
public
 
string
 
TestProc
()

    
{

        
return
 
"Hello World"
;

    
}

}

```

Также можно использовать стандартный вариант потокобезопасной реализации Singleton с отложенной инициализацией:
```
public
 
class
 
Singleton

{

  
/// защищённый конструктор нужен, чтобы предотвратить создание экземпляра класса Singleton

  
protected
 
Singleton
()
 
{
 
}

  
private
 
sealed
 
class
 
SingletonCreator

  
{

    
private
 
static
 
readonly
 
Singleton
 
instance
 
=
 
new
 
Singleton
();

    
public
 
static
 
Singleton
 
Instance
 
{
 
get
 
{
 
return
 
instance
;
 
}
 
}

  
}

  
public
 
static
 
Singleton
 
Instance

  
{

    
get
 
{
 
return
 
SingletonCreator
.
Instance
;
 
}

  
}

}

```

Если нет необходимости в каких-либо публичных статических методах или свойствах (кроме свойства Instance), то можно использовать упрощенный вариант:
```
public
 
class
 
Singleton

{

  
private
 
static
 
readonly
 
Singleton
 
instance
 
=
 
new
 
Singleton
();

  
public
 
static
 
Singleton
 
Instance

  
{

    
get
 
{
 
return
 
instance
;
 
}

  
}

  
/// защищённый конструктор нужен, чтобы предотвратить создание экземпляра класса Singleton

  
protected
 
Singleton
()
 
{
 
}
  

}

```

Пример с ленивой инициализацией
```
namespace
 
Singleton
{

    
public
 
class
 
Singleton

    
{

        
private
 
static
 
Singleton
 
instance
;

        
public
 
static
 
Singleton
 
Instance

        
{

                
get

                
{
 

                        
instance
 
??=
 
new
 
Singleton
();

                        
return
 
instance
;

                
}

        
}

        
protected
 
Singleton
()
 
{
 
}

    
}

}

```

### PHP 4
```
<?php

class
 
Singleton
 
{

    
    
function
 
Singleton
(
 
$directCall
 
=
 
true
 
)
 
{

        
if
 
(
 
$directCall
 
)
 
{

            
trigger_error
(
"Нельзя использовать конструктор для создания класса Singleton. 

                           Используйте статический метод getInstance()"
,
E_USER_ERROR
);

        
}

        
//TODO: Добавьте основной код конструктора здесь

    
}

    
function
 
&
getInstance
()
 
{

        
static
 
$instance
;

        
if
 
(
 
!
is_object
(
 
$instance
 
)
 
)
 
{

            
$class
 
=
 
__CLASS__
;

            
$instance
 
=
 
new
 
$class
(
 
false
 
);

        
}

        
return
 
$instance
;

    
}

}

//usage

$test
 
=
 
&
Singleton
::
getInstance
();

?>

```

### PHP 5
```
<?php

 
class
 
Singleton
 
{

    
private
 
static
 
$instance
;
  
// экземпляр объекта

    
private
 
function
 
__construct
(){
 
/* ... @return Singleton */
 
}
  
// Защищаем от создания через new Singleton

    
private
 
function
 
__clone
()
    
{
 
/* ... @return Singleton */
 
}
  
// Защищаем от создания через клонирование

    
private
 
function
 
__wakeup
()
   
{
 
/* ... @return Singleton */
 
}
  
// Защищаем от создания через unserialize

    
public
 
static
 
function
 
getInstance
()
 
{
    
// Возвращает единственный экземпляр класса. @return Singleton

        
if
 
(
 
empty
(
self
::
$instance
)
 
)
 
{

            
self
::
$instance
 
=
 
new
 
self
();

        
}

        
return
 
self
::
$instance
;

    
}

    
public
 
function
 
doAction
()
 
{
 
}

 
}

/*

Применение

*/

 
Singleton
::
getInstance
()
->
doAction
();
 
//

?>

```

### PHP 5.4
```
<?php

trait
 
Singleton
 
{

    
private
 
static
 
$instance
 
=
 
null
;

    
private
 
function
 
__construct
()
 
{
 
/* ... @return Singleton */
 
}
  
// Защищаем от создания через new Singleton

    
private
 
function
 
__clone
()
 
{
 
/* ... @return Singleton */
 
}
  
// Защищаем от создания через клонирование

    
private
 
function
 
__wakeup
()
 
{
 
/* ... @return Singleton */
 
}
  
// Защищаем от создания через unserialize

    
public
 
static
 
function
 
getInstance
()
 
{

		
return
 
		
self
::
$instance
===
null

			
?
 
self
::
$instance
 
=
 
new
 
static
()
 
// Если $instance равен 'null', то создаем объект new self()

			
:
 
self
::
$instance
;
 
// Иначе возвращаем существующий объект 

    
}

}

/**

 * Class Foo

 * @method static Foo getInstance()

 */

class
 
Foo
 
{

    
use
 
Singleton
;

    
private
 
$bar
 
=
 
0
;

    
public
 
function
 
incBar
()
 
{

        
$this
->
bar
++
;

    
}

    
public
 
function
 
getBar
()
 
{

        
return
 
$this
->
bar
;

    
}

}

/*

Применение

*/

$foo
 
=
 
Foo
::
getInstance
();

$foo
->
incBar
();

var_dump
(
$foo
->
getBar
());

$foo
 
=
 
Foo
::
getInstance
();

$foo
->
incBar
();

var_dump
(
$foo
->
getBar
());

?>

```

### Delphi
Для Delphi 2005 и выше подходит следующий пример (не потоко-безопасный):
```
type

  
TSingleton
 
=
 
class

  
strict
 
private

    
class
 
var

      
Instance
:
 
TSingleton
;

  
public

    
class
 
function
 
NewInstance
:
 
TObject
;
 
override
;

  
end
;

class
 
function
 
TSingleton
.
NewInstance
:
 
TObject
;

begin

  
if
 
not
 
Assigned
(
Instance
)
 
then

    
Instance
 
:=
 
TSingleton
(
inherited
 
NewInstance
)
;

  
Result
 
:=
 
Instance
;

end
;

```

Для более ранних версий следует переместить код класса в отдельный модуль, а объявление Instance заменить объявлением глобальной переменной в его секции implementation (до Delphi 7 включительно секции class var и strict private отсутствовали).

### Dart
На основе фабричного конструктора из документации Dart
```
class
 
Singleton
 
{

  
static
 
final
 
Singleton
 
_singleton
 
=
 
Singleton
.
_internal
();

  
factory
 
Singleton
()
 
{

    
return
 
_singleton
;

  
}

  
Singleton
.
_internal
();

}

```

### Io
```
Singleton
 
:=
 
Object
 
clone

Singleton
 
clone
 
:=
 
Singleton

```

### Ruby
```
class
 
Singleton

    
def
 
self
.
new

        
@instance
 
||=
 
super

    
end

end

```

В стандартную библиотеку (Ruby 1.8 и выше) входит модуль Singleton, что позволяет создавать синглтоны ещё проще:
```
require
 
'singleton'

class
 
Foo

    
include
 
Singleton

end

a
 
=
 
Foo
.
instance
 
# Foo.new недоступен, для получения ссылки на (единственный)

                 
# экземпляр класса Foo следует использовать метод Foo#instance

```

### Common Lisp
```
(
defclass
 
singleton-class
 
()
 
;;метакласс, реализующий механизм синглтона

  
((
instance
 
:initform
 
nil
)))

(
defmethod
 
validate-superclass
 
((
class
 
singleton-class
)
 
(
superclass
 
standard-class
))

  
t
)
 
;;Разрешаем наследование классов-синглтонов от обычных классов

(
defmethod
 
validate-superclass
 
((
class
 
singleton-class
)
 
(
superclass
 
singleton-class
))

  
t
)
 
;;Разрешаем наследование классов-синглтонов от других классов-синглтонов

(
defmethod
 
validate-superclass
 
((
class
 
standard-class
)
 
(
superclass
 
singleton-class
))

  
nil
)
 
;;Запрещаем наследование обычных классов от синглтонов

(
defmethod
 
make-instance
 
((
class
 
singleton-class
)
 
&key
)
 

  
(
with-slots
 
(
instance
)
 
class

    
(
or
 
instance
 
(
setf
 
instance
 
(
call-next-method
)))))

(
defclass
 
my-singleton-class
 
()
 

  
()
 

  
(
:metaclass
 
singleton-class
))

```

### VB.NET
```
Module
 
Program

    
Sub
 
Main
()

        
Dim
 
T1
 
As
 
Singleton
 
=
 
Singleton
.
getInstance

        
T1
.
Value
 
=
 
1000

        
Dim
 
T2
 
As
 
Singleton
 
=
 
Singleton
.
getInstance

        
Console
.
WriteLine
(
T2
.
Value
)

        
Console
.
Read
()

    
End
 
Sub

End
 
Module

Public
 
Class
 
Singleton

    
Public
 
Value
 
As
 
Integer

    
'Не разрешаем конструктор

    
Protected
 
Sub
 
New
()

    
End
 
Sub

    
Private
 
NotInheritable
 
Class
 
SingletonCreator

        
Private
 
Shared
 
ReadOnly
 
m_instance
 
As
 
New
 
Singleton
()

        
Public
 
Shared
 
ReadOnly
 
Property
 
Instance
()
 
As
 
Singleton

            
Get

                
Return
 
m_instance

            
End
 
Get

        
End
 
Property

    
End
 
Class

    
Public
 
Shared
 
ReadOnly
 
Property
 
getInstance
()
 
As
 
Singleton

        
Get

            
Return
 
SingletonCreator
.
Instance

        
End
 
Get

    
End
 
Property

End
 
Class

```

### Perl
```
use
 
v5
.10
;

use
 
strict
;

package
 
Singleton
;

sub
 
new
 
{

   
# Объявление статической переменной $instance

   
# и возврат её как результат выполнения метода new

   
state
 
$instance
 
=
 
bless
 
{};

}

package
 
main
;

my
 
$a
 
=
 
Singleton
->
new
;

my
 
$b
 
=
 
Singleton
->
new
;

say
 
"$a $b"
;